# Фрастанц
Фрастанц (на немски: Frastanz) е селище в Западна Австрия. Разположено е в окръг Фелдкирх на провинция Форарлберг около река Замина. Надморска височина 510 m. Има жп гара. Отстои на 3 km източно от границата с Лихтенщайн и на 3 km югоизточно от окръжния център Фелдкирх. Население 6239 жители към 1 април 2009 г.